# Liste der Straßen und Plätze in Langebrück
Die Liste der Straßen und Plätze in Langebrück beschreibt das Straßensystem im Dresdner Stadtteil Langebrück mit den entsprechenden historischen Bezügen. Aufgeführt sind Straßen, die im Gebiet der Ortschaft Langebrück liegen.
Langebrück ist eine Ortschaft der Landeshauptstadt Dresden und Teil des statistischen Stadtteils Langebrück/Schönborn.

## Legende
Die nachfolgende Tabelle gibt eine Übersicht über die vorhandenen Straßen und Plätze im Ortsteil sowie einige dazugehörige Informationen. Im Einzelnen sind dies:
- Name/Lage: Aktuelle Bezeichnung der Straße oder des Platzes sowie unter ‚Lage‘ ein Koordinatenlink, über den die Straße oder der Platz auf verschiedenen Kartendiensten angezeigt werden kann. Die Geoposition gibt dabei ungefähr die Mitte der Straße an.
- Länge/Maße in Metern: Die in der Übersicht enthaltenen Längenangaben sind nach mathematischen Regeln auf- oder abgerundete Übersichtswerte, die in Google Earth mit dem dortigen Maßstab ermittelt wurden. Sie dienen eher Vergleichszwecken und werden, sofern amtliche Werte bekannt sind, ausgetauscht und gesondert gekennzeichnet. Bei Plätzen sind die Maße in der Form a × b dargestellt. Der Zusatz ‚im Stadtteil‘ bzw. ‚im Ortsteil‘ gibt an, wie lang die Straße innerhalb des Stadt-/Ortsteils ist, sofern sie durch mehrere Stadt-/Ortsteile verläuft.
- Namensherkunft: Ursprung oder Bezug des Namens.
- Jahr der Benennung: Zeitpunkt, zu dem die Straße ihren heute gültigen Namen erhielt (sofern bekannt).
- Anmerkungen: Weitere Informationen bezüglich anliegender Institutionen, der Geschichte der Straße, historischer Bezeichnungen, Baudenkmalen usw.
- Bild: Foto der Straße.

## Straßenverzeichnis
| Name / Lage        | Länge / Maße | Namensherkunft                 |
| ------------------ | ------------ | ------------------------------ |
| Dresdner Straße    | ca. 4 km     | Straße nach Dresden            |
| Schönborner Straße | ca. 2 km     | Straße nach Schönborn          |
| Grünberger Straße  |              | Straße nach Grünberg           |
| Liegauer Straße    | ca. 2,5 km   | Straße nach Liegau-Augustusbad |
| Gänsefuß           | ca. 1,5 km   |                                |